# 閃電十一人 最強軍團王牙來襲
《劇場版 閃電十一人 最強軍團王牙來襲》是2010年12月23日由東寶上映的《閃電十一人》劇場動畫作品。台灣的卡通頻道於2012年5月19日播放，香港則在2012年8月25日於無綫兒童台播映。

## 概要
是系列作中的第一個劇場版動畫並且同時上映2D電影和3D電影。可以和NDS遊戲《閃電十一人3 挑戰世界!! 王牙版》連動、就連遊戲中的原創角色也會登場。另外81 Produce一般公開新人声優選秀會而獲得小学館獎的加藤梓等4名也客串演出。
作為入場者的限定特典是放有公仔的圓堂御守以作為全國前一百萬名觀眾的禮物。
宣傳詞為「這次的敵人從未來來了!我們一定要守護現在!!」。

## 故事大綱
這是圓堂守率領雷門中學參加明日之星大賽時的故事。雷門中學雖然順利進入決賽，但在決賽中出現的卻不是世宇子中學而叫作「王牙学園」的學校、也是從未來過來的戰鬥集團。完全不敵對手的雷門十一人，正在遭遇危機時、突然一位叫作圓堂加儂的人帶來了吹雪和浩人等人要來幫助他們，到最後王牙軍團隊長用了他最強的射門技，口中還要圓堂放棄足球，但圓堂使出了最強守門技：奧米迦之手，擋下了射門、贏得比賽.....。

## 主題曲

### 片頭曲
「スーパー立ち上がリーヨ」
作詞：山崎徹＆KMC　
作曲：山崎徹＆KMC　
歌：山崎徹＆KMC

### 片尾曲
「最強で最高」
作詞：山崎徹＆KMC　
作曲：山崎徹＆KMC　
歌：閃電十一人全明星隊

## 和遊戲的連動
- 只要用所販售的預售票得到的交換卡在《閃電十一人3 挑戰世界!!》中輸入卡片上面的密碼就能得到下列資料。

角色 - 米斯托雷涅・卡魯斯、艾斯卡・帕梅魯
必殺技 - 神威加農砲
- 在官網上有舉辦輸入密碼就能得到隱藏角色「ディノ・マルディーニ」的猜謎比賽。
- 透過在觀眾限定的特典御守的暗示、只要在看過電影後知道『王牙専用修練場』的密碼。並且輸入到遊戲中後，就能在萊歐克特島的修練場上得到「超級經驗値上昇」的專用練習場。

## 動畫與電影的差異
認識半田和染岡認識的經過不一樣
圓堂把木野經理叫成小秋

## 外部連結
- 《劇場版 閃電十一人 最強軍團王牙來襲》電影官網